# Katrina Powell
Pour les articles homonymes, voir Powell.
Katrina Maree Powell, née le 8 avril 1972 à Canberra, est une joueuse australienne de hockey sur gazon.

## Biographie
Katrina Powell remporte aux Jeux olympiques d'été de 1996 et de 2000 à Sydney la médaille d'or avec l'équipe nationale.
Elle participe aussi aux Jeux olympiques de 2004 où les Australiennes finissent à la cinquième place.
Sa sœur Lisa Carruthers est elle aussi double championne olympique de hockey sur gazon.